# Kawanda luteovittata
Kawanda luteovittata är en insektsart som beskrevs av Ronald Gordon Fennah 1950. Kawanda luteovittata ingår i släktet Kawanda och familjen vedstritar.
Artens utbredningsområde är Uganda. Inga underarter finns listade i Catalogue of Life.